# Срібне ревю
Срібне ревю (рос. Серебряное ревю) — радянський художній фільм 1982 року, знятий на Кіностудії ім. М. Горького.

## Сюжет
Фантазерка і мрійниця Олена, солістка балету на льоду, мріє поставити казковий чарівний спектакль. Одного разу героїня знайомиться з Юрою, таким же мрійником, як і вона сама, і залишає йому телефон, не назвавши свого імені…

## У ролях
- Марина Яковлєва — Олена Сайкова, солістка балету на льоду, фантазерка і мрійниця
- Ольга Битюкова — Світлана Алабіна, акторка
- Ігор Христенко — Юра Шатров, артист (озвучив Станіслав Захаров)
- Євген Герасимов — Анатолій Самохвалов, режисер рекламних роликів
- Нонна Терентьєва — Анна Григорівна, балетмейстерка
- Олександр Ширвіндт — Валерій Михайлович Зав'ялов-Гуранський, художній керівник
- Михайло Пуговкін — Михайло Степанович, доглядач льоду
- Юрій Катін-Ярцев — дідусь Олени
- Анатолій Кацинський — Микола Миколайович, звукорежисер (озвучив Фелікс Яворський)
- Тетяна Катковська — добра фея, акторка балету на льоду
- Тетяна Войтюк — зла Фея, акторка балету на льоду
- Володимир Лузін — лицар, артист балету на льоду
- Сергій Ніколаєв — адміністратор (озвучив Володимир Разумовський)
- Георгій Мілляр — дядя Яша, вахтер
- Борис Гітін — робітник сцени
- Маргарита Корабельникова — епізод

## Знімальна група
- Режисер — Володимир Горіккер
- Сценаристи — Володимир Горіккер, Владлен Куксов
- Оператор — Лев Рагозін
- Композитор — Євген Крилатов
- Художник — Микола Терехов